# John Ravn
John Ravn es un pintor, artista gráfico, escultor y músico danés, nacido el 3 de noviembre de 1943 en Copenhague .
Estudió en la Academia de Arte de Copenhague 1967-1972 , siendo alumno de Egill Jacobsen , Svend Wiig Hansen y Palle Nielsen .
John comenzó su carrera artística en 1960 con representaciones expresivas e ingenuas de entornos urbanos y naturales. John Raven estaba firmemente comprometido con la música en las décadas de 1970 y 1980 y tocó con los grupos trío de los Balcanes -Balkan trioen -  y Rosa Salvaje -Savage Rose.   Se involucró de nuevo en las artes visuales en la década de 1990.
John Raven ha estado afiliado con el colectivo de artistas Madre Roja (Røde Mor).